# Olle Spring
Karl Olof (Olle) Spring, född 3 juli 1942 i Borgå, är en finländsk journalist; en central röst i finlandssvensk pressdebatt under flera decennier. 
Hela Springs journalistbana är knuten till tidningen Västra Nyland i Ekenäs. Han var redaktör 1962–1965, redaktionssekreterare 1965–1971, redaktionschef 1971–1979 och chefredaktör 1979–2005. Han var även redaktör för tidskriften Svenskbygden från 1988 och för SFV-kalendern från 1989. Han har skrivit företagshistoriker och medverkade (tillsammans med Bo Stenström och Ralf Norrman) i kåserisamlingen Treskalldigt (1979). Spring tilldelades pressråds titel 2006.